# Красино (Мордовия)
Красино — село в Дубёнском районе Мордовии. Административный центр Красинского сельского поселения.

## География
Расположено на речке Чеберчинке, в 10 км от районного центра и 34 км от железнодорожной станции Атяшево.

## История
Основано в середине XVII веке под названием «Гольдяевка».
В «Списке населённых мест Симбирской губернии» (1863) Гольдяевка — деревня удельная из 87 дворов Алатырского уезда. Упоминается как вотчина фельдмаршала П. А. Румянцева-Задунайского.
10 сентября 1939 года Постановлением Президиума Дубенского Райисполкома от 27 января 1934 года село было переименовано в «Красино» — в честь Л. Б. Красина (1870—1926), советского государственного деятеля, а колхоз «Бедняк», основанный ранее, в колхоз «имени Фрунзе».

## Инфраструктура
СХПК им. Фрунзе (с 1997 г.); ферма, мех-ток, основная школа, библиотека, клуб, медпункт, магазин.

## Население
На 2001 год население составляло 480 человек.
| 2002 | 2010 |
| ---- | ---- |
| 439  | ↘382 |

## Достопримечательности
- Памятник воинам-землякам, погибшим в годы Великой Отечественной войне

## Источник
- Энциклопедия Мордовия, М. М. Сусорева.
- ЦГА Республики Мордовии Фонд Р-238 оп.1 д.902